# Beatrix Boulsevicz
Beatrix Boulsevicz (Boedapest, 15 februari 1987) is een Hongaars topzwemster.
Tijdens de EK kortebaan 2005 in Triëst wist Boulsevicz beslag te leggen op de Europese titel op de 200 meter vlinderslag. Haar tijd van 2.06,62 was genoeg om de concurrenten Mette Jacobsen en Aurore Mongel ruimschoots voor te blijven.